# Benedict Elide Odiase
Benedict Elide Odiase (* 1934 in Sobe bei Benin-Stadt; † 11. Juni 2013) war der Komponist der nigerianischen Nationalhymne Arise, O Compatriots. Nach einer erfolgreichen vierjährigen Ausbildung an der Royal Military School of Music kehrte Odiase aus England zurück. Er war Leiter der nigerianischen Polizeimusikgruppe.